# Куницева акула звичайна
Куницева акула звичайна (Mustelus mustelus) — акула з роду Гладенька акула родини Куницеві акули. Інші назви «звичайна гладенька акула», «європейська куницева акула».

## Опис
Загальна довжина досягає 2 м, зазвичай 1-1,2 м. Голова відносно невелика. Морда дещо витягнута, округла. Очі великі, овальні, з мигальною перетинкою. За ними розташовані невеличкі бризкальця. Ніздрі мають носові клапани, біля яких є носові борозни. Рот серпоподібний. Зуби дрібні, сплощені, численні. Вони розташовані мозаїчними рядками, утворюючи щось на кшталт млинових жорен, в результаті чого акула перемелює здобич. У неї 5 пар зябрових щілин. Тулуб обтічний, стрункий. Усі плавці розвинені. Грудні плавці великі, трикутні. має 2 спинних плавця, з яких передній значно більше за задній. Передній спинний плавець розташовано позаду грудних плавців, задній починається перед анальним плавцем і закінчується навпроти нього. У самців черевні плавці змінилися на птеригоподії (статеві органи). Анальний плавець маленький. Хвостовий плавець відносно невеликий, гетероцеркальний.
Забарвлення спини сіре або сіро-коричневе. Іноді на спині присутні чорні цяточки. Черево має кремовий або білий колір.

## Спосіб життя
Тримається на глибинах від 5 до 625 м, зазвичай до 50 м, у прибережних акваторіях та на континентальному шельфі. Доволі малорухлива, повільна акула. Може утворювати значні скупчення. Полює біля дна, є бентофагом. Живиться переважно невеликими ракоподібними разом з мушлями (креветками, крабами, лангустами, раками-відлюдниками) та головоногими молюсками (каракатицями, кальмарами, восьминогами), а також дрібною костистою рибою, морськими черв'яками.
Статева зрілість настає при розмірах 70-80 см у віці 9-11 років. Це живородна акула. Вагітність триває 9—11 місяців. Самиця народжує до 15 акуленят завдовжки 30—40 см.
Тривалість життя до 25 років.
М'ясо їстівне, проте немає високих смакових якостей. Є об'єктом спортивного рибальства. Часто ловлять для триманнях в акваріумах.

## Розповсюдження
Мешкає в Атлантичному океані: від узбережжя Великої Британії до Західної Сахари. Зустрічається в Середземному морі, біля островів Мадейра та Канарських островів.